# Amal Ayouch
Amal Ayouch es una actriz marroquí. Desde finales de la década de 1998 ha actuado en francés tanto en el escenario como en el cine. En enero de 2015, fue honrada con un premio en el African Women's Film Festival en Brazzaville. Ha desempeñado un papel destacado en la Fundación de artes vivas de Marruecos (Living Arts Foundation).

## Biografía
Ayouch nació en Casablanca en 1966, mostró interés en actuar desde temprana edad, actuando en el escenario de su escuela secundaria. Cuando tenía 18 años, llegó a Montpellier, donde estudió para ser farmacéutica. Mientras estaba en la universidad, en 1987, se unió a un grupo de teatro adscrito al departamento de literatura francesa.
Comenzó su carrera cinematográfica gracias a otro farmacéutico, Hassan Benjelloun, quien le dio una parte importante en Les Amis d'hier (1998). Poco después, Hakim Noury la invitó a protagonizar Destin de Femme junto con Rachid El Ouali. Interpretando a una mujer que se negó a someterse a un marido difícil, contribuyó al éxito de la película.
En 1999, accedió a interpretar a una mujer de moral débil en Ali Zaoua dirigida por su primo Nabil Ayouch. Roles similares siguieron en las cintas del director Farida Belyazid Casablanca, Casablanca (2002) y Les lèvres du silence (2001) de Chassan Benjelloun. Luego protagonizó Le jeu de l'amour (2006) de Driss Chouika, lo que le permitió dominar un papel difícil en escenas íntimas junto a Younes Megri. También ha participado en otras películas exitosas, incluyendo Les Anges de Satan (2007).
Participó en dos películas dirigidas por Nabil Lahlou, Les années de l'exil (2001) y Tabite o no Tabite (2004). Fue Lahlou quien la animó a actuar en el escenario, invitándola a aparecer en sus producciones teatrales, incluyendo Ophélie n'est pas Morte, Les Tortues, Antigone y En Attendant Godot.

## Filmografía

### Cine
| Año  | Título                      | Director                        | Rol          | Notas                                |
| ---- | --------------------------- | ------------------------------- | ------------ | ------------------------------------ |
| 2017 | Palestina                   | Julio Soto y Mohamed El Badaoui | Ismahan      | Producción española de Ana Rodrigues |
| 2017 | Little Horror Movie         | Jérôme Cohen Olivar             | Mancherbreuk |                                      |
| 2016 | Riad de mes rêves           | Zineb Tamourt                   |              | corto                                |
| 2015 | Les larmes de Satan         | Hicham Jebbari                  | Meriem       |                                      |
| 2015 | Jérôme Cohen Olivar         | Soraya                          |              |                                      |
| 2014 | Sotto Voce                  | Kamal Kamal                     | Fatma        |                                      |
| 2013 | L'Anniversaire              | Latif Lahlou                    | Ghita        |                                      |
| 2012 | Derriere-les-portes-fermees | Ahd Bensouda                    | Najia        |                                      |
| 2012 | Le Retour du fils           | Ahmed Boulane                   | ella misma   | cameo                                |
| 2011 | Rihanna                     | Mourad El Khaoudi               |              | corto                                |
| 2010 | Les ailes de l'amour        | Abdelhay Laraki                 | Hajja Hlima  |                                      |
| 2010 | Femmes en miroirs           | Saad Chraibi                    | tante Ghita  |                                      |
| 2009 | Entropya                    | Yassine Marroccu                |              | corto                                |
| 2008 | La Française                | Souad El Bouhati                | Mme Laktani  |                                      |
| 2008 | Kandisha                    | Jérôme Cohen Olivar             | Dr Maliki    |                                      |
| 2007 | Les Anges de Satan          | Ahmed Boulane                   |              |                                      |
| 2006 | Une gazelle dans le vent    | Mohamed Hassini                 |              |                                      |
| 2006 | Le jeu de l'amour           | Driss Chouika                   |              |                                      |
| 2005 | La danse du foetus          | Mohamed Mouftakir               |              | corto                                |
| 2004 | L'ascenseur                 | Selma Bargach                   |              | corto                                |
| 2004 | Good bye Khadija            | Kamal Belghmi                   |              | corto                                |
| 2004 | Tabite or not Tabite        | Nabyl Lahlou                    | Farida Fatmi |                                      |
| 2004 | La mer                      | Rachida Saadi                   |              | corto                                |
| 2004 | Sang d'encre                | Layla Triqui                    |              | corto                                |
| 2002 | Casablanca Casablanca       | Farida Belyazid                 | Amina        |                                      |
| 2001 | Les années de l'exil        | Nabyl Lahlou                    | Tamerdokht   |                                      |
| 2000 | Ali Zaoua                   | Nabil Ayouch                    |              |                                      |
| 2000 | Les lèvres du silence       | Hassan Benjelloun               |              |                                      |
| 1999 | Histoire d'une rose         | Majid Rchich                    |              |                                      |
| 1998 | Destin de femme             | Hakim Noury                     | Saida        |                                      |
| 1997 | Les amis d'hier             | Hassan Benjelloun               | Estudiante   |                                      |